# بمب‌گذاری در روستاهای ایزدی‌نشین عراق ۲۰۰۷
بمب‌گذاری‌ در روستاهای ایزدی‌نشین عراق ۲۰۰۷ در ۱۴ آگوست ۲۰۰۷، شامل چهار حمله انتحاری همزمان با خودروی بمب‌گذاری‌شده بود که در دو روستای ایزدی‌نشین تیل عزر (القحطانیه) و صبا الشیخ خضر (الجزیره) در شمال عراق اتفاق افتاد.
۷۹۶ نفر کشته و دستکم ۱۵۰۰ نفر دیگر زخمی شدند.    این فاجعه، مرگ‌بارترین حمله با خودروی بمب‌گذاری‌شده در جنگ عراق است. همچنین پس از حملات ۱۱ سپتامبر در ایالات متحده، کشتار کمپ اسپایکر در عراق،  و قتل عام مای کادرای مردم آمهارا در اتیوپی، چهارمین اقدام تروریستی مرگبار در تاریخ است. هیچ گروهی مسئولیت این حمله را بر عهده نگرفت.